# Martha Hyer
Martha Hyer (* 10. August 1924 in Fort Worth, Texas; † 31. Mai 2014 in Santa Fe, New Mexico) war eine US-amerikanische Filmschauspielerin.

## Leben
Im Alter von elf Jahren hatte Martha Hyer ihren ersten Auftritt im Spielfilm Thunder Mountain von 1935 mit George O’Brien. Nach dem Highschool-Abschluss zog die Tochter von Julien C. Hyer (1894–1974), einem texanischen Senator und Judge Advocate, zusammen mit ihrer Familie von ihrem Geburtsort Fort Worth nach San Antonio. Nach Absolvierung des Fairfax Hall Junior College in Waynesboro Anfang der 1940er-Jahre studierte sie Sprache und Schauspiel an der Northwestern University in Evanston und begann eine Ausbildung als Theaterschauspielerin im Pasadena Playhouse in Kalifornien. Zu ihren Studienkollegen gehörten Cloris Leachman, Paul Lynde, Charlton Heston und Patricia Neal. 
1946 wurde sie von der Produktionsfirma RKO Pictures unter Vertrag genommen und hatte im selben Jahr eine kleine Rolle als Brautjungfer in The Locket. Bis Anfang der 1950er-Jahre drehte sie zusammen mit Tim Holt und Allan „Rocky“ Lane zahlreiche B-Western, darunter eine Neuverfilmung von Thunder Mountain aus dem Jahr 1947. Nach Auslauf des Vertrags mit RKO im Jahr 1951 wechselte Hyer nach New York und heiratete den Produzenten und Regisseur C. Ray Stahl, den sie bei den Dreharbeiten zum Film Oriental Evil kennengelernt hatte. Die Scheidung folgte bereits zwei Jahre später. Sie arbeitete zunächst als Freiberuflerin bei mehreren Filmstudios (Monogram, Paramount, Warner Bros.), bevor sie sich Ende der 1950er-Jahre vertraglich an Universal band. 
Ihre größten Erfolge feierte sie als reiche Tochter Elizabeth Tyson in Sabrina (1954) sowie als spröde Lehrerin Gwen French an der Seite von Frank Sinatra in Verdammt sind sie alle (1958), für den sie ein Jahr später eine Oscar-Nominierung als beste Nebendarstellerin erhielt. Bekannt wurde sie auch mit Filmen wie Hausboot (1958) und Die vier Söhne der Katie Elder (1965). Zuweilen wegen ihrer blonden Haare und ihres kultivierten Auftretens als „Universal’s Antwort auf Grace Kelly“ bezeichnet, war sie außerdem eine der Kandidatinnen für die Rolle der Marion Crane im Film Psycho von Alfred Hitchcock. Ihre männlichen Filmpartner waren bekannte Stars wie Cary Grant, John Wayne, Roger Moore, Danny Kaye und Dean Martin. Besonders häufig verkörperte Martha Hyer dabei das Rollenfach der eleganten, aber kühlen Schönheit, die nicht selten die Rivalin der Hauptdarstellerin um die Liebe eines Mannes ist.
1966 heiratete Hyer den Filmproduzenten Hal B. Wallis, mit dem sie bis zu dessen Tod im Jahr 1986 in Rancho Mirage lebte. Ende der 1960er-Jahre zog sie sich ins Privatleben zurück. 1971 drehte sie ihren letzten Film The Day of the Wolves und hatte im Januar 1974 in der Folge A Cowboy in Paradise der amerikanischen Serie McCloud noch einmal einen Auftritt im Fernsehen. Für den von ihrem Ehemann 1975 produzierten Spielfilm Mit Dynamit und frommen Sprüchen schrieb sie als Koautorin am Drehbuch mit.
Hyer trat während ihrer kurzen Tätigkeit als Model zeitweise unter dem Pseudonym Martha Lou Spring auf. Sie veröffentlichte 1990 unter dem Namen Martha Hyer Wallis ihre Autobiografie Finding My Way und lebte zuletzt in Santa Fe, New Mexico, wo sie am 31. Mai 2014 im Alter von 89 Jahren starb.

## Filmografie (Auswahl)
- 1948: Die bronzene Göttin (The Velvet Touch)
- 1949: Der Kampf um den Sonora-Pass (Roughshod)
- 1950: Gnadenlos gehetzt (The Lawless)
- 1954: Das blonde Glück (Lucky Me)
- 1954: Battle of Rogue River
- 1954: Drei dunkle Straßen (Down three dark streets)
- 1954: Sabrina
- 1956: Auf der Spur des Todes (Red Sundown)
- 1957: Der Engel mit den blutigen Flügeln (Battle Hymn)
- 1957: Mein Mann Gottfried (My Man Godfrey)
- 1958: Falsches Geld und echte Kurven (Paris Holiday)
- 1958: Hausboot (Houseboat)
- 1958: Verdammt sind sie alle (Some Came Running)
- 1959: Der Fischer von Galiläa (The Big Fisherman)
- 1959: Alle meine Träume (The Best of Everything)
- 1960: Herrin der Welt (Teile I und II)
- 1961: The Right Approach
- 1962: Das Mädchen Tamiko (A Girl Named Tamiko)
- 1963: Der Mann vom Diners Club (The Man from the Diner’s Club)
- 1963: Ach Liebling … nicht hier! (Wives and Lovers)
- 1964: Die Unersättlichen (The Carpetbaggers)
- 1964: Goldfieber (Blood on the Arrow)
- 1964: Die erste Fahrt zum Mond (First Men on the Moon)
- 1965: Die vier Söhne der Katie Elder (The Sons of Katie Elder)
- 1966: Ein Mann wird gejagt (The Chase)
- 1966: Das Kabinett der blutigen Hände (Picture Mommy Dead)
- 1967: Das Haus der tausend Freuden (La casa de las mil muñecas)
- 1969: Tödlicher Salut (Crossplot)
- 1971: The Day of the Wolves
- 1975: Mit Dynamit und frommen Sprüchen (Rooster Cogburn) (Drehbuchautorin)

## Auszeichnungen
- 1959: Oscar-Nominierung in der Kategorie Beste Nebendarstellerin für Verdammt sind sie alle
- 1959: Laurel Award in der Kategorie Beste Nebendarstellerin für Verdammt sind sie alle
- 1966: Bronze Wrangler der Western Heritage Awards (gemeinsam mit Produzent, Regisseur und anderen Schauspielern) in der Kategorie Theatrical Motion Picture für Die vier Söhne der Katie Elder